# Agnes von Krusenstjerna
Agnes von Krusenstjerna (Växjö, 9 d'octubre de 1894 - Estocolm, 10 de març de 1940) fou una noble i escriptora sueca els llibres de la qual van desafiar la moralitat imperant en la seva època. Va ser el centre d'una gran controvèrsia literària sobre la llibertat d'expressió.

## Biografia
Agnes von Krusenstjerna va néixer a Växjö i es va criar a Gävle. Neboda d'Edvard von Krusenstjerna, era part d'una família noble. Es va formar en l'acadèmia del professor d'Anna Sandström, a Estocolm. Es va casar amb David Sprengel l'any 1921.
Va haver de ser ingressada en hospitals mentals en diverses ocasions. L'any 1940 se li va diagnosticar un tumor cerebral; moriria a la taula d'operacions al març d'aquest mateix any, a la ciutat d'Estocolm.

## Obres
Va debutar el 1917 com a escriptora amb la seva novel·la Ninas dagbok ("El diari de Nina") i va aconseguir l'èxit amb la primera novel·la de la sèrie Toni (1922-1926), en la qual tractava el desenvolupament d'una noia al voltant de la noblesa.
La sèrie de novel·les Tony va ser molt polèmica, ja que descrivia temes sexuals així com trastorns mentals, la qual cosa va fer de Krusenstjerna una escriptora polèmica. La sexualitat, abans dels anys vint, no era amb prou feines esmentada en novel·les, i els llibres de Krusenstjerna descrivien el sexe i el coit. La sèrie de novel·les Fröknarna von Pahlen ("La senyoreta Von Pahlen") va originar un dels majors i més polèmics debats del seu temps a Suècia, conegut com la Krusenstjernafejden (La disputa Krusenstjerna). Aquesta sèrie descriu relacions sexuals, la qual cosa va atreure una gran quantitat d'atenció i va conduir als intel·lectuals de l'època a un debat de dos anys de durada (1933-35) sobre la llibertat d'expressió, la relació de la literatura amb la doble moral, el dret d'expressió de les dones i el dret a la llibertat sexual, i que va culminar en la conferència d'escriptors de Sigtuna, l'any 1935. Krusenstjerna es va veure recolzada per Eyvind Johnson, Johannes Edfelt, Elmer Diktonius i Karin Boye, qui compararia aquell cas amb la censura de l'Alemanya Nazi.
Les seves obres es van veure molt inspirades en les seves pròpies experiències i són considerades parcialment autobiogràfiques. Especialment la seva última sèrie, Fattigadel ("Noblesa pobra") (1935-1938), que va quedar inconclosa.
Novel·les
- Ninas dagbok ("El diari de Nina") - 1917
- Helenas första kärlek ("El primer amor d'Helena") - 1918
- Fru Esters pensionat ("La pensió de la Sra. Ester") - 1927
- Händelser på vägen ("Esdeveniments en el camí") - 1929

Sèries
Tony (sèrie):
1. Tony växer upp ("L'adolescència de Tony") - 1922
2. Tonys läroår ("Els anys d'aprenentatge de Tony") - 1924
3. Tonys sista läroår ("Els últims anys d'aprenentatge de Tony") - 1926

Fröknarna von Pahlen ("La senyoreta Von Pahlen") (sèrie):
1. Den blå rullgardinen ("La cortina blava") - 1930
2. Kvinnogatan ("El carrer de les dones") - 1930
3. Höstens skuggor ("Les ombres de la tardor") - 1931
4. Porten vid Johannes ("La porta en Johannes") - 1933
5. Älskande par ("Parelles enamorades") - 1933
6. Bröllop på Ekered ("Noces en Ekered") - 1935
7. Av samma blod ("Per la mateixa sang") - 1935

Fattigadel ("Noblesa pobra") (sèrie) títol original:Viveca von Lagercronas història  ("La història de Viveca von Lagercrona")
1. Fattigadel ("Noblesa pobra") - 1935
2. Dunklet mellan träden ("L'ombra entre els arbres") - 1936
3. Dessa lyckliga år ("Aquests anys feliços") - 1937
4. I livets vår ("En la primavera de vida") - 1938

Poemes
- Nunnornas hus ("La casa de les monges") - 1937

Relats curts
- En dagdriverskas anteckningar ("Les notes d'una dona ociosa") - 1923
- Delat rum på Kammakaregatan ("Una habitació compartida en Kammakaregatan") - 1933
- En ung dam far till Djurgårdsbrunn ("Una jove senyoreta visita Djurgårdsbrunn") - 1933
- Vivi, flicka med melodi ("Vivi, una jove amb una melodia") - 1936
- Stulet nyår ("Una vespra d'Any Nou robada")

## Ficció
La seva biografia va ser representada a Amorosa (pel·lícula de 1986).